# Jerónimo de Carranza
Pour les articles homonymes, voir Carranza.
 (juin 2017).
Si vous disposez d'ouvrages ou d'articles de référence ou si vous connaissez des sites web de qualité traitant du thème abordé ici, merci de compléter l'article en donnant les références utiles à sa vérifiabilité et en les liant à la section « Notes et références ».
Jerónimo de Carranza (?-1600) est un militaire espagnol, créateur d'un style d'escrime basé sur des concepts géométriques.

## Biographie
Il est né à Séville dans une famille noble originaire de la Montaña (les Asturies). Il est hidalgo en posesión y propriedad. Selon le généalogiste Florez de Ocariz, il est le fils de Pedro Carranza, majordome du roi Philippe I, et le frère du célèbre archevêque de Tolède, le dominicain Bartolomé de Carranza. 
Ses études le conduisent à l'université d'Osuna ou il passe sa licence de droit. Il intègre ensuite l'ordre militaire « Santiago de la Espada ». Nous savons en outre que Jerónimo de Carranza est au service du duc de Medina Sidonia avec lequel il participe à la répression d'une rébellion en Algarve dans les années 1580. Il est alors Comendador (Commandeur) de l'Ordre militaire dans la ville de San Lúcar de Barrameda

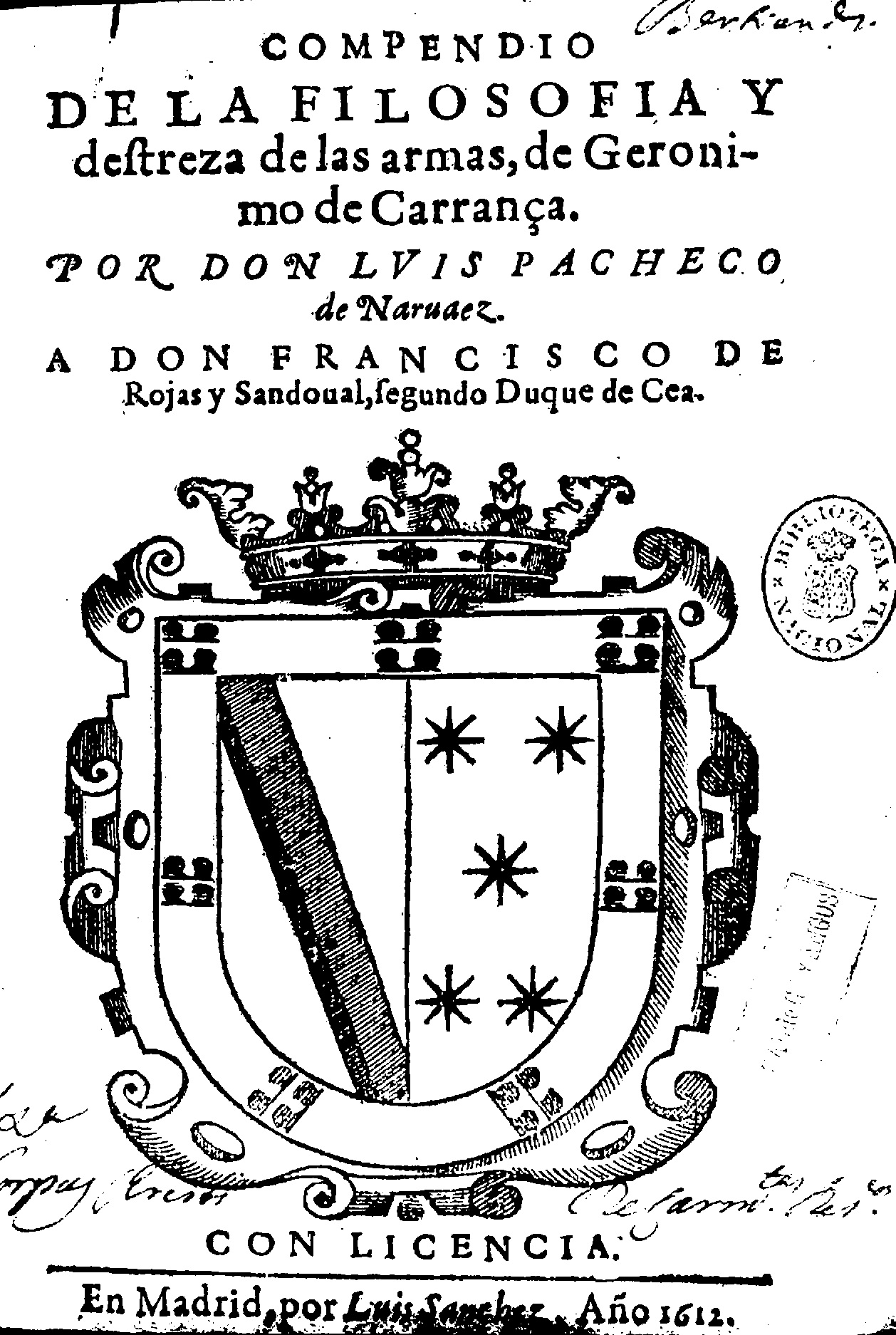
Première page de la Philosophia de las armas.

C'est en 1582 qu'il publie son ouvrage sur sa méthode d'escrime Philosophia de las armas. Son système, basé sur la théorie du « cercle magique », est marqué par la pensée de Raymond Lulle et Giordano Bruno. Il peut être considéré comme une forme de  « magie naturelle » à l'usage des armes.
En 1589, Carranza est nommé gouverneur du Honduras. Le système d'escrime de Carranza sera repris par son disciple Pacheco de Narváez et importé en France par Thibaut d'Anvers. L'escrime française subira l'influence de Carranza en conservant la notion de Tacto (le tact), qui deviendra une spécificité française sous le nom de « sentiment du fer ».